# Texas Stars
I Texas Stars sono una squadra di hockey su ghiaccio dell'American Hockey League con sede nella città di Cedar Park, sobborgo della capitale texana Austin. Nati nel 2009, disputano i loro incontri casalinghi presso l'H-E-B Center at Cedar Park e sono affiliati ai Dallas Stars, franchigia della National Hockey League.

## Storia

Logo dal 2009 al 2015.

Nell'aprile del 2008 gli Iowa Stars annunciarono che non sarebbero stati più affiliati ai Dallas Stars cambiando inoltre per la stagione 2008-09 il nome in Iowa Chops. Per la stagione 2008-09 Dallas, priva di un'affiliazione, strinse accordi con diverse squadre della AHL per poter mandare a giocare i propri giocatori mentre una minoranza restò con i Chops. Le squadre scelte per far giocare i prospetti dei Dallas Stars furono gli Hamilton Bulldogs, i Manitoba Moose, i Peoria Rivermen e i Grand Rapids Griffins.
Il 28 aprile 2009 la AHL ammise parzialmente i Texas Stars ad una condizione, ovvero l'acquisizione entro un anno di una franchigia già esistente. Tale condizione fu soddisfatta nel maggio del 2010 quando la AHL approvò l'acquisizione da parte dei Texas Stars della franchigia degli Iowa Chops, rimasti inattivi nella stagione 2009–10.
La prima stagione fu subito di successo. Dopo il secondo posto nella West Division gli Stars avanzarono nei playoff conquistando il Robert W. Clarke Trophy in quanto campioni della Western Conference. Gli Stars tuttavia furono sconfitti nella finale della Calder Cup dagli Hershey Bears per 4-2. Nella stagione 2013-2014 vinsero la Calder Cup sconfiggendo per 4-1 i St. John's IceCaps.

### Affiliazioni
Nel corso della loro storia i Texas Stars sono stati affiliati alle seguenti franchigie della National Hockey League:
- Dallas Stars: (2009-)

## Record stagione per stagione
| Stagione    | Division | Gare | V  | S  | OTL | SOL | Punti | GF  | GS  | Piazzamento | Play-off |
| ----------- | -------- | ---- | -- | -- | --- | --- | ----- | --- | --- | ----------- | --- |
| Texas Stars |          |      |    |    |     |     |       |     |     |             | |
| 2009-10     | West     | 80   | 46 | 27 | 3   | 4   | 99    | 238 | 198 | 2°          | vince 1º turno (Rockford) 4-0 vince 2º turno (Chicago) 4-3 vince semifinali (Hamilton) 4-3 perde Calder Cup (Hershey) 2-4             |
| 2010-11     | West     | 80   | 41 | 29 | 4   | 6   | 92    | 213 | 210 | 4°          | perde 1º turno (Milwaukee) 2-4 |
| 2011-12     | West     | 76   | 31 | 40 | 3   | 2   | 67    | 224 | 251 | 5°          | |
| 2012-13     | South    | 76   | 43 | 22 | 5   | 6   | 97    | 235 | 201 | 1°          | vince 1º turno (Milwaukee) 3-1 perde 2º turno (Oklahoma City) 1-4                                                                     |
| 2013-14     | West     | 76   | 48 | 18 | 3   | 7   | 106   | 274 | 197 | 2°          | vince 1º turno (Oklahoma City) 3-0 vince 2º turno (Grand Rapids) 4-2 vince semifinali (Toronto) 4-3 vince Calder Cup (St. John's) 4-1 |
| 2014-15     | West     | 76   | 40 | 22 | 13  | 1   | 94    | 242 | 216 | 5°          | perde 1º turno (Rockford) 0-3 |
| 2015-16     | Pacific  | 76   | 40 | 25 | 8   | 3   | 91    | 277 | 246 | 3°          | perde 1º turno (San Diego) 1-3 |

## Divise storiche
| Casalinga 2009-15 | Trasferta 2009-15 |

## Record della franchigia

### Singola stagione
Gol: 37  Matt Fraser (2011-12)
Assist: 55  Travis Morin (2013-14)
Punti: 88  Travis Morin (2013-14)
Minuti di penalità: 155  Luke Gazdic (2009-10)
Vittorie: 28  Richard Bachman (2010-11)
Shutout: 6  Richard Bachman (2010-11)
Media gol subiti: 2.20  Richard Bachman (2010-11)
Parate %: .927  Richard Bachman (2010-11)

### Carriera
Gol: 121  Travis Morin
Assist: 237  Travis Morin
Punti: 358  Travis Morin
Minuti di penalità: 447  Luke Gazdic
Vittorie: 49  Jack Campbell
Shutout: 9  Richard Bachman e  Jack Campbell
Partite giocate: 408  Travis Morin

## Palmarès

### Premi di squadra
- Calder Cup: 1

2013-2014
- Macgregor Kilpatrick Trophy: 1

2013-2014
- John D. Chick Trophy: 2

2012-2013, 2013-2014
- Robert W. Clarke Trophy: 2

2009-2010, 2013-2014

### Premi individuali
- Dudley "Red" Garrett Memorial Award: 1

Curtis McKenzie: 2013-2014
- Jack A. Butterfield Trophy: 1

Travis Morin: 2013-2014
- John B. Sollenberger Trophy: 1

Travis Morin: 2013-2014
- Les Cunningham Award: 1

Travis Morin: 2013-2014
- Louis A. R. Pieri Memorial Award: 1

Willie Desjardins: 2012-2013